# Estádio do Pacaembu
Estádio do Pacaembu je nogometni stadion u brazilskom gradu São Paulo. Službeni naziv stadiona je "Estádio Municipal Paulo Machado de Carvalho". Ime je dobio prema Paulu Machadu de Carvalhu, brazilskom šefu delegacije na Svjetskom nogometnom prvenstvu 1958. Otvoren je 27. travnja 1940. uz nazočnost brazilskog predsjednika Getúlioa Vargasa. Kapacitet stadiona je oko 40.000 gledatelja, a teren je duljine 104 m i širine 70 metara.

## Vanjske poveznice
- Santos FC

- (port.) Pacaembu
- (port.) Otvorenje stadiona